# Ignacio Ninavilca
Ignacio Quispe Ninavilca Santisteban fue un militar y político peruano. 

## Biografía

### Independencia del Perú
Durante la época de la independencia, Ignacio Ninavilca fue un cacique de la zona de provincia de Huarochirí que se convirtió en uno de los varios líderes guerrilleros con una gran influencia entre los pobladores de la zona desde 1820. Luchó efectivamente por la causa independentista en la zona de Huarochirí. En 1823 fue partidario y apoyo a Riva-Agüero en Trujillo. Su esposa, Josefa Rodríguez, señaló que, lejos de la imagen heroica, Ninavilca era dispendioso e intentó comprar su título de cacique y aprovechar la herencia de su mujer.

### Dictadura Bolivariana
Ya desde 1823 el cacique se andaba oponiendo a Simón Bolívar y también a los criollos de Lima que buscaban traerlo al Perú. Fue así que el cacique había convocado a sus indios para declararle la guerra a los colombianos, en simultáneo que guerreasen contra los realistas españoles. Para ello hizo múltiples arengas antibolivarianas.

"Paisanos, amigos y compatriotas. Colombia ha venido a invadir nuestros hogares y saciar su ambición con el fruto de nuestro trabajo. A las armas compañeros, y expulsemos al instante a esta chusma de ladrones"
I. Quispe Ninavilca, 1823

"El tirano usurpador Bolívar, que en 2 meses ha robado más de 2 000 000 de pesos, ofreciendo degollar al que se resista entregarle el único real que tenga [...] pues... lo apoyan en Lima y sostienen su crueldad... aduladores, facciosos e intrigantes que hay en el Congreso, aspirando a conseguir empleos para fomentar sus vicios. [...] Este es compatriotas y amigos el horroroso estado en que se halla actualmente Lima".
I. Quispe Ninavilca, 1823

"Si nosotros no levantamos las armas contra este monstruo [Bolívar] y sus viles secuaces, en Lima lo tomarán por Señor, y como son tan cobardes, faltos de toda moral y con un espíritu tan servicial, no harán más que alimentar sus desquiciadas aspiraciones en perjuicio de nuestra libertad."
I. Quispe Ninavilca, 1823

"Si el orgullo del tirano Bolívar le persuade que puede aniquilarnos, porque muchos pueblos ha reducido a cenizas"
I. Quispe Ninavilca, 1823

Pero los planes cambiarían cuando el cacique Quispe se enteró de que el presidente Riva-Agüero (del que era su partidario originalmente) andaba teniendo comunicación con los españoles. Por ello, Ignacio decidió suspender la guerra contra Bolívar, ya que Ignacio consideraba a los españoles como un enemigo de mayor importancia. Aun así, las relaciones entre Bolívar y Quispe fueron de constante tensión. Aunque ello no impidió que Bolívar y Sucre vieran en Ninavilca como el indio más patriota que existía en el Perú. Y Quispe de su parte viera en Bolívar al enemigo más despiadado de los españoles, pues sabía de las noticias de como los había aniquilado en Nueva Granada con la Guerra a muerte (aunque también de sus opiniones despectivas de Bolívar hacia los indios).
Durante las Campañas del Sur, la dictadura bolivariana le confirió el grado de Coronel del Ejército, además que le concedió algo de autonomía y libertad de maniobra en Huarochiri (aunque aún sometido a las disposiciones de Sucre). Tanto Bolívar como Sucre eran conscientes de que Quispe era muy peligroso, ya que tenía el apoyo de miles de indios, así que fue tratado con mucha delicadeza. El cacique Quispe enviaría provisiones y tropas a las fuerzas de Sucre durante las batallas de Junín y Ayacucho.
Pero derrotado los realistas, las tensiones entre Quispe y Bolívar resurgirían e intensificarían. Ganado ya de una gran fama con el pueblo y la aristocracia limeña, empezó a conspirar contra Bolívar en 1825 y 1826 para capturarlo y neutralizar a su ejército venezolano, incitando a los ciudadanos a "expulsar a los invasores", por lo cual fue capturado y encerrado en las mazmorras de la Fortaleza del Real Felipe luego de que Bolívar enviara múltiples espías que delataron su conspiración. A Quispe se le condenó a pena de muerte (pues Bolívar seriamente quería matarlo con el fusilamiento como traidor) pero esta orden nunca fue cumplida, pues sus generales de la Gran Colombia temían que eso provocara una rebelión de indios en la sierra por lealtad y venganza a la causa de su cacique. Por lo que fue condenado a 5 años de prisión, pero saldría en libertad por el fin del régimen bolivariano, poco antes de la Guerra grancolombo-peruana.

### Gobierno de José de la Mar
Fue miembro del Congreso General Constituyente de 1827 por el departamento de Lima. Dicho congreso constituyente fue el que elaboró la segunda constitución política del país. Fue durante esta etapa, que Ninavilca creyó que el congreso se había llenado de godos y de proespañoles, por lo que empezó a conspirar (o por lo menos compartió la idea) nuevamente para separar a esa facción del congreso, fue descubierto y capturado junto al diputado Vidaurre. 